# Ashley Cooper
Ashley Alan Cooper (Sydney, 11 de Julho de 1980 — 25 de Fevereiro de 2008) foi um automobilista australiano. Cooper faleceu depois de uma batida em alta velocidade durante uma corrida. Investigações preliminares mostraram que ele estava a 200 km/h na Clipsal 500 em Adelaide, Austrália. A sua morte repercutiu em todo o planeta.